# Кшепоцинек
Кшепоцинек (пол. Krzepocinek) — село в Польщі, у гміні Вартковиці Поддембицького повіту Лодзинського воєводства.
Населення — 123 особи (2011).
У 1975-1998 роках село належало до Серадзького воєводства.

## Демографія
Демографічна структура станом на 31 березня 2011 року:
|          | Загалом | Допрацездатний вік | Працездатний вік | Постпрацездатний вік |
| -------- | ------- | ------------------ | ---------------- | -------------------- |
| Чоловіки | 64      | 8                  | 45               | 11                   |
| Жінки    | 59      | 7                  | 38               | 14                   |
| Разом    | 123     | 15                 | 83               | 25                   |